# Max Binder (Politiker, 1947)

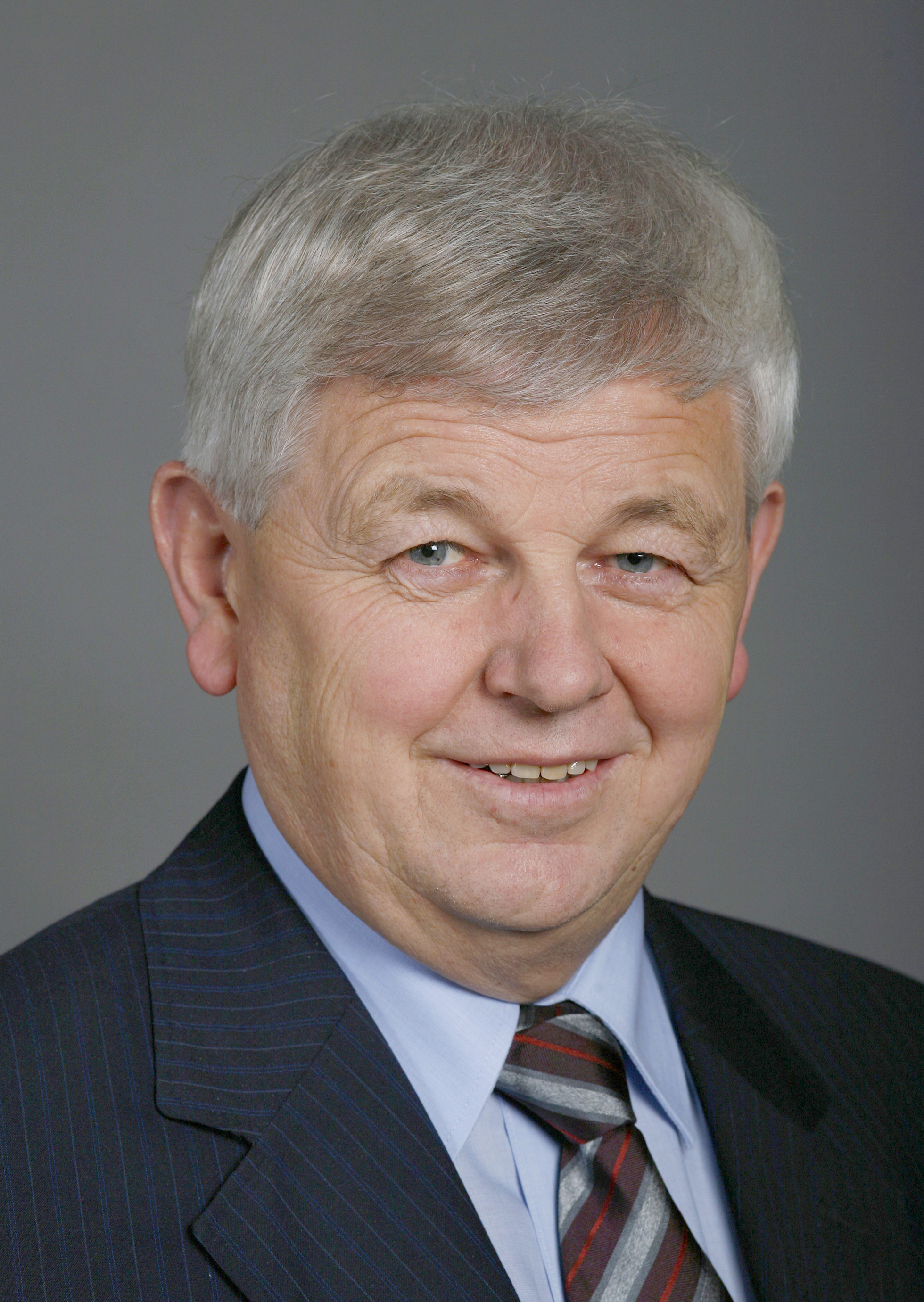
Max Binder (2007)

Max Binder (* 26. November 1947 als Maximilian Binder in Illnau-Effretikon; heimatberechtigt ebenda) ist ein Schweizer Politiker (SVP). Im Amtsjahr 2003/04 war er Nationalratspräsident.

## Politik
Max Binder war von 1985 bis 1990 Gemeinderat der Gemeinde Illnau-Effretikon und von 1991 bis 2018 Stadtrat und Vizepräsident ebenda. Von 1991 bis 1992 war er Kantonsratsmitglied des Kantons Zürich. Am 25. November 1991 wurde Binder in den Nationalrat gewählt, wo er bis zu seinem Rücktritt 2015 verblieb. Für das Parlamentsjahr 2003/2004 war er Nationalratspräsident. Binder war Mitglied der Geschäftsprüfungskommission des Nationalrates sowie Präsident der Kommission für Verkehr und Fernmeldewesen. Er war Präsident der NEAT-Aufsichtsdelegation. Von 2008 bis 2024 präsidierte er den Verein Pro Flughafen, der sich für einen leistungsfähigen Flughafen Zürich einsetzt. 
Binder wohnt in Illnau, ist hauptberuflich Landwirt und hat drei Kinder.